# Конгута (волость)
Конгута (эст. Konguta) — бывшая волость в Эстонии, в составе уезда Тартумаа.

## Положение
Площадь волости — 107,6 км², численность населения на 1 января 2006 года составляла 1352 человек.
Административным центром волости был посёлок Конгута. Помимо этого на территории волости находились ещё 32 деревни.
На территории волости находилось частное озеро Вийсъяагу.